# Pyganodon
Pyganodon is een geslacht van tweekleppigen uit de familie van de Unionidae.

## Soort
- Pyganodon cataracta (Say, 1817)